# Кондрич, Ростислав Валерьевич
Ростисла́в Вале́рьевич Ко́ндрич (укр. Ростислав Валерійович Кондрич; 2000, Чечелиевка) — украинский военнослужащий, старший лейтенант, участник российско-украинской войны. Герой Украины (2025).

## Биография
Родился в 2000 году в селе Чечелиевка Кировоградской области. После окончания школы поступил в Криворожский лицей-интернат с усиленной военно-физической подготовкой, затем продолжил обучение в Национальной академии Государственной пограничной службы Украины имени Богдана Хмельницкого. Службу проходил в Измаильском пограничном отряде.
С началом полномасштабного вторжения России в Украину в 2022 году находился в Чернигове. Позже перевёлся в Одесский пограничный отряд. В феврале 2024 года в составе сводного отряда прикрывал выход украинских войск из Авдеевки. Принимал участие в боях в Сумской и Харьковской областях. Осенью 2024 года участвовал в боях в Курской области.
В результате боевых действий получил тяжёлые ранения, приведшие к потере руки и ноги.

## Награды
- Звание «Герой Украины» с вручением ордена «Золотая Звезда» (29 апреля 2025) — за личное мужество и героизм, проявленные в защите государственного суверенитета и территориальной целостности Украины, верность военной присяге[1].
- Орден «За мужество» III степени (1 декабря 2024) — за личное мужество и самоотверженные действия, проявленные в защите государственного суверенитета и территориальной целостности Украины, верность военной присяге[2].